# Nadziejów (województwo świętokrzyskie)
Nadziejów – wieś sołecka w Polsce położona w województwie świętokrzyskim, w powiecie koneckim, w gminie Stąporków.
W latach 1975–1998 miejscowość położona była w województwie kieleckim.
Wierni kościoła rzymskokatolickiego należą do parafii św. Wawrzyńca w Niekłaniu Wielkim.

## Historia
W wieku XIX – wieś w powiecie koneckim, gminie i parafii Niekłań.
W roku 1883 było tu 41 domów i 252 mieszkańców, ziemi włościańskiej 175 mórg, dworskiej 10 mórg.